# Château de Tarcienne
 (mars 2023).
Si vous disposez d'ouvrages ou d'articles de référence ou si vous connaissez des sites web de qualité traitant du thème abordé ici, merci de compléter l'article en donnant les références utiles à sa vérifiabilité et en les liant à la section « Notes et références ».

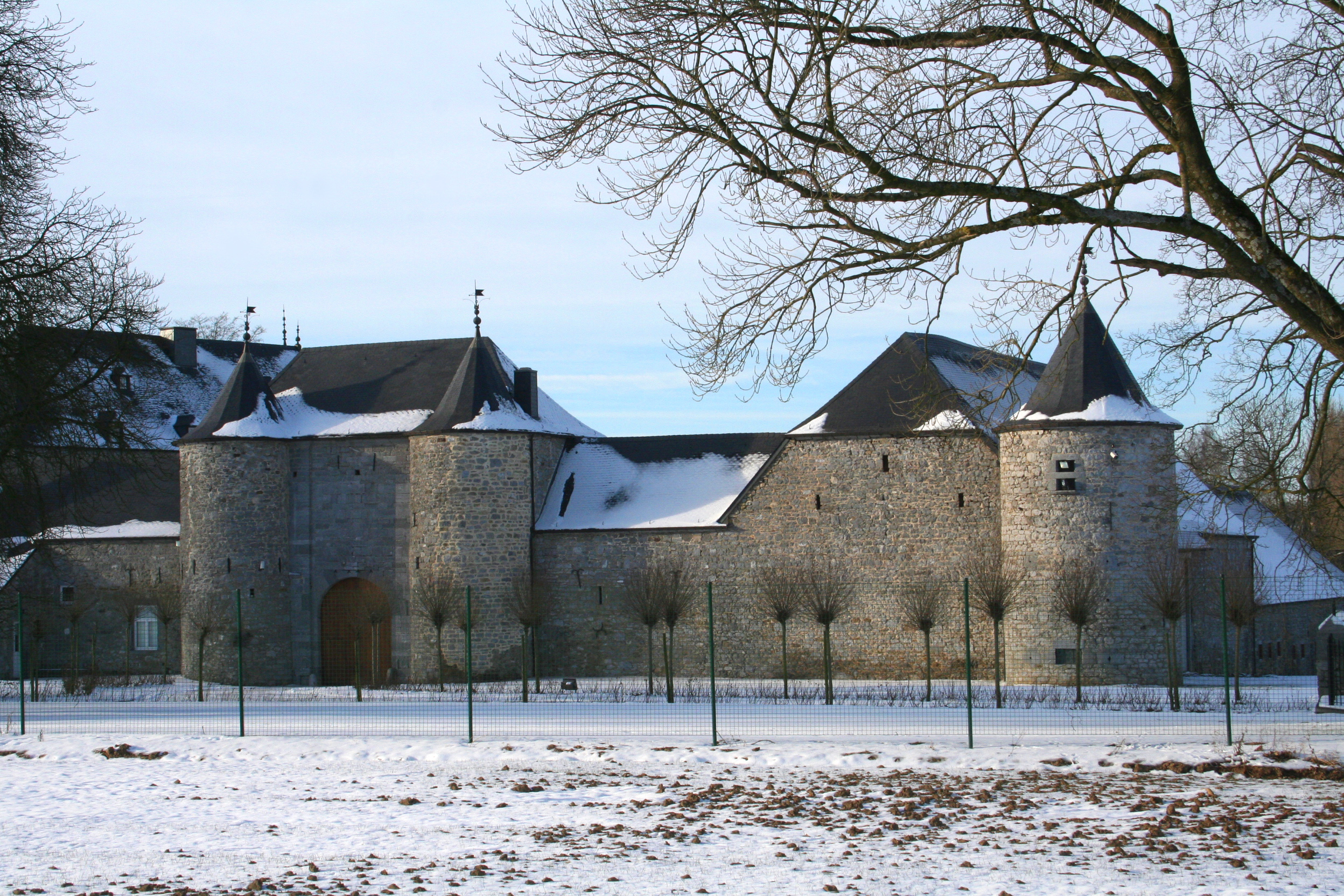
Le château sous la neige.

Le château de Tarcienne est un château situé en Wallonie dans le village de Tarcienne, dans la commune de Walcourt, en province de Namur, Belgique.
À l'origine, le château est construit par Charles-Ignace de Colins en 1674, en style Louis XIV.
Aujourd'hui, le château appartient à Eric Roosens, qui le restaure. Il n'est pas accessible au public.